# Уравнение орбиты
Уравнением орбиты спутника задачи двух тел принято называть зависимость длины радиус-вектора спутника как функции полярного угла. В рамках стандартных предположений тело, движущееся по орбите под влиянием силы, направленной к центральному телу и обратно пропорциональной квадрату расстояния до центрального тела, движется по орбите в виде конического сечения (например, круговая орбита, эллиптическая орбита, параболическая траектория, гиперболическая траектория или радиальная траектория), причём центральное тело располагается в фокусе орбиты.

## Функциональная зависимость и связь с параметрами орбиты
Рассмотрим систему двух тел, состоящую из центрального тела массы  M и обращающегося вокруг него тела гораздо меньшей массы m; пусть сила взаимодействия между двумя телами является центральной, обратно пропорциональной квадрату расстояния (как сила тяготения). Уравнение орбиты в полярных координатах имеет следующий вид:
{\displaystyle r={\frac {p}{1+e\cos \upsilon }},}
где  {\displaystyle r} — радиус, величина которого равна расстоянию между центром гравитирующей массы и спутником, {\displaystyle \upsilon } — истинная аномалия, угол между радиус-вектором {\displaystyle \mathbf {r} } и линией апсид,  {\displaystyle p} — фокальный параметр, {\displaystyle e} — эксцентриситет орбиты. Указанное выше уравнение для {\displaystyle r} описывает коническое сечение.
Эксцентриситет можно определить через связь константы энергии {\displaystyle h} и константы площадей {\displaystyle \sigma }:
{\displaystyle e={\sqrt {1+h{\frac {\sigma ^{2}}{\mu ^{2}}}}},}
где {\displaystyle \mu =fM} — гравитационный параметр.
Значение {\displaystyle e} показывает, к какому типу конического сечения относится орбита. При {\displaystyle e<1} орбита эллиптическая; при {\displaystyle e=1} орбита параболическая; при {\displaystyle e>1} траектория является гиперболической.
Минимальное значение r будет в перицентре орбиты, где {\displaystyle \upsilon =0^{\circ }}:
{\displaystyle r=r_{p}={{p} \over {1+e}}.}
Соответственно, наибольшее значение радиуса орбиты для эллиптической орбиты ({\displaystyle e<1}), находится в апоцентре, где {\displaystyle \upsilon =180^{\circ }}:
{\displaystyle r=r_{a}={{p} \over {1-e}}.}
Если радиус в апоцентре орбиты меньше радиуса центрального тела, то орбита спутника полностью расположена под поверхностью центрального тела. Орбита спутника может проходить под поверхностью гравитирующего тела частично (когда радиус перицентра орбиты меньше радиуса центрального тела, а величина апоцентра орбиты — больше). Такое движение называется баллистическим. 
Когда спутник входит в атмосферу центрального тела, то уравнения задачи двух тел неприменимы, так как возникает необходимость рассматривать дополнительные внешние силы, влияющие на движение спутника (аэродинамические и т.д.)

## Категории орбит
Орбиты характеризуют по своей геометрии в зависимости от значений параметров:
- часть эллипса, когда перицентр орбиты лежит под поверхностью центрального тела ({\displaystyle e<1,h<0,r_{p}<R}) — движение брошенного камня, суборбитальный космический полёт, запуск баллистической ракеты;
- окружность на малой высоте над поверхностью центрального тела ({\displaystyle e=0,h<0});
- эллипс ({\displaystyle e<1,h<0});
- парабола ({\displaystyle e=1,h=0});
- гипербола ({\displaystyle e>1,h>0}).

Каждая категория орбиты имеет свою характерную скорость, обозначающую минимальное количество энергии, необходимое на формирование орбиты такого типа.  